# Jerry Rice
Jerry Lee Rice (født 13. oktober 1962) er en tidligere amerikansk footballspiller. Han spillede wide receiver, og har næsten alle alltime wide receiver rekorder, blandt andet flest touchdowns, receptions, receiving yards med flere. Jerry Rice blev valgt ind i Pro Football Hall of Fame i 2010.